# 192e division d'infanterie (France)
Pour les articles homonymes, voir 192e division.
La 192e division d'infanterie (192e DI) est une division d'infanterie de l'Armée de terre française qui a participé à la Seconde Guerre mondiale. La 192e DI était stationnée dans le Levant français.

## Création et différentes dénominations
- 19 juillet 1939 : Création de la 2e brigade mixte du Levant
- 10 septembre 1939 : la 2e Brigade Mixte du Levant devient la 2e division d'infanterie du Levant
- 5 octobre 1939 : la 2e division d'infanterie du Levant prend le nom de 192e division d'infanterie
- septembre 1940 : dissolution

## Les chefs de la192edivision d'infanterie
- 1939 - 1940 : général Richard[1]

## Historique
L'unité est créé le 19 juillet 1939 à Alep, sous la forme d'une brigade mixte. Renommée 2e division d'infanterie du Levant le 10 septembre 1939 puis 192e division le 5 octobre, elle installe son quartier-général à Beyrouth, avec des forces stationnées au Liban et en Syrie.
La division fait partie du groupement des forces mobiles du Levant, destiné si besoin à intervenir dans les Balkans ou en Grèce.
Elle est dissoute en septembre 1940 après démobilisation d'une partie de ses éléments, sans avoir combattu.

## Composition
- Infanterie[1] : 
  - 6e régiment étranger d'infanterie
  - 17e régiment de tirailleurs sénégalais
  - 10e demi-brigade nord-africaine (jusqu'en juin 1940)
  - 12e régiment de tirailleurs tunisiens (à partir de juin 1940)
- Cavalerie[1] :
  - 192e groupe de reconnaissance de division d'infanterie

- Artillerie[1],[3] : 
  - 20e et 21e batteries du 20e régiment d'artillerie nord-africaine, rejoint le 80e RANA en janvier 1940
  - IIIe groupe du 41e régiment d'artillerie coloniale (canons de 65 de montagne), arrivé au Levant en décembre 1939
  - Ier et IIe groupes du 80e régiment d'artillerie nord-africaine (canons de 75 de campagne), arrivés au Levant en novembre 1939
  - 1015e batterie du 404e régiment d'artillerie de DCA (canons de 25 antiaériens), arrivée au Levant en 1940
  - Parc d'artillerie divisionnaire 192
- Génie et transmissions[1] :
  - Compagnies de sapeurs mineurs 192/1 et 192/2
  - Compagnie de parc 192/21
  - Compagnie télégraphique 192/81
  - Compagnie radio 192/82
  - Compagnie télégraphique de renfort 839/81
- Train[1] :
  - Compagnie hippomobile 292/29
  - Compagnie automobile 392/29
- Service de santé[1] :
  - Groupe sanitaire divisionnaire 192
  - Section mobile d'évacuation vétérinaire 192
- Intendance[1] :
  - Détachement de commis et ouvriers d'administration 192

## Insigne
L'insigne de la division est constitué d'un écu avec un château libanais chargé d'une épée basse (c'est-à-dire garde en haut). En chef l'écu porte une galère phénicienne et en pointe un fanion rouge-blanc-rouge, marque d'un commandant de division.
Le groupe sanitaire divisionnaire 192 porte également un insigne particulier, qui présente un cheval au galop chargée d'une sacoche blanche marquée de la croix rouge.